# Anne Dietrich
Annegret "Anne" Dietrich (ur. 14 sierpnia 1980 w Zwickau) – niemiecka bobsleistka reprezentująca także Szwajcarię, dwukrotna medalistka mistrzostw świata. Przed sukcesami bobslejowymi uprawiała lekkoatletykę, specjalizując się w sprintach.

## Kariera
W 1999 r. reprezentowała Niemcy na rozegranych w Rydze mistrzostwach Europy juniorów, zdobywając złoty medal w biegu sztafetowym 4 × 100 metrów. Osiągnęła następujące rekordy życiowe: bieg na 100 metrów (11,67 – 2000), bieg na 60 metrów w hali (7,48 – 1998).
Pierwszy sukces w karierze bobslejowej osiągnęła w 2003 roku, kiedy wspólnie z Susi Erdmann zdobyła złoty medal w dwójkach podczas mistrzostw świata w Winterbergu. Po tym jak nie uzyskała miejsca w reprezentacji Niemiec na igrzyska olimpijskie w Turynie w 2006 roku zaczęła reprezentować barwy Szwajcarii. W barwach tego kraju wywalczyła srebrny medal w zawodach mieszanych na mistrzostwach świata w Lake Placid w 2009 roku. Nigdy nie wystąpiła na igrzyskach olimpijskich.